# 腯
腯（?—?），子姓，是微子启的孙子，微子启是宋国的第一代国君，商朝帝乙的儿子，纣王的长兄。因為殷商有兄終弟及的宗法，微子没有将君位交给孙子腯，而是给了二弟微仲衍，之后，宋国历代国君，包括孔子家族都是微仲衍的后裔。